# Commission nationale des comptes de campagne et des financements politiques
Ne doit pas être confondu avec Commission électorale fédérale.
La Commission nationale des comptes de campagne et des financements politiques (CNCCFP) est une autorité administrative indépendante française ayant pour objet principal le contrôle des dépenses de campagne électorale et de financement des partis politiques français. Elle est mise en place le 19 juin 1990.

## Statut
À l'origine de la création de la commission, la loi no 90-55 du 15 janvier 1990 relative à la limitation des dépenses électorales et à la clarification du financement des activités politiques définit la commission comme un organisme collégial.
Le Conseil constitutionnel a ajouté que la commission est une « autorité administrative et non une juridiction » (décision 91-1141 du 31 juillet 1991). Le Conseil d'État, dans son rapport public 2001, avait classé la commission dans les autorités administratives indépendantes, statut qui a été juridiquement consacré par l'ordonnance no 2003-1165 du 8 décembre 2003 portant simplifications administratives en matière électorale.
Les crédits et les emplois nécessaires au fonctionnement de la commission sont inscrits au budget général de l'État (ministère de l'Intérieur et de l'Aménagement du territoire). Les dispositions de la loi du 10 août 1922 relative à l'organisation du contrôle des dépenses engagées ne sont pas applicables aux dépenses de la commission. Elle est assujettie au contrôle juridictionnel de la Cour de comptes.

## Rôle

### Partis politiques
Les rôles de la commission sont :
- vérifier le respect par les partis de leurs obligations comptables et financières, et communiquer chaque année au Gouvernement la liste de ceux qui ne s'y sont pas soumis, ces derniers perdant alors l'aide publique pour l'année suivante ;
- assurer la publication sommaire des comptes des partis au Journal officiel ;
- donner ou retirer l'agrément aux associations de financement des partis ;
- gérer les formules de demande de reçus-dons ;
- vérifier, lors de l'examen des souches des formules de reçus-dons, l'absence d'irrégularité au regard de la loi du 11 mars 1988 ;
- assurer le contrôle du respect de leurs obligations spécifiques par les mandataires financiers (personne physique ou association de financement) et, éventuellement, les sanctionner en refusant de leur délivrer des formules de reçus-dons ;
- saisir le procureur de la République si un fait susceptible de constituer une infraction pénale est constaté.

### Campagnes électorales
La commission a également pour fonctions de :
- contrôler les comptes de campagne des candidats aux élections européennes, législatives, régionales, cantonales, municipales, territoriales et provinciales (Outre-Mer) dans les circonscriptions de plus de 9 000 habitants[1] ;
- demander, le cas échéant, à des officiers de police judiciaire de procéder à toute investigation jugée nécessaire pour l'exercice de sa mission (article L. 52-14) ;
- approuver, réformer, rejeter les comptes examinés après une procédure contradictoire et également constater le non dépôt ou le dépôt hors-délai des comptes par les candidats ;
- saisir le juge de l'élection lorsque le compte de campagne a été rejeté, n'a pas été déposé ou déposé hors-délai ou s'il fait apparaître après réformation un dépassement du plafond des dépenses électorales (article L. 118-3) ;
- transmettre au procureur de la République compétent tout dossier pour lequel des irrégularités de nature à contrevenir aux dispositions des articles L. 52-4 à L. 52-13 et L. 52-16 du Code électoral auraient été relevées (notamment pour les infractions en matière de don et pour des dépenses pouvant être qualifiées d'« achat de suffrage » faisant encourir des peines pouvant aller jusqu'à deux ans de prison (article L. 106 et article L. 108) ;
- arrêter le montant du remboursement forfaitaire dû par l'État ;
- fixer, dans tous les cas où un dépassement du plafond des dépenses électorales a été constaté par une décision de la commission, une somme égale au montant du dépassement que le candidat est tenu de verser au Trésor public (article L. 52-15) ;
- déposer sur le bureau des assemblées, dans l'année qui suit des élections générales auxquelles sont applicables les dispositions de l'article L. 52-4, un rapport retraçant le bilan de son action et comportant toutes les observations que la commission juge utile de formuler (article L. 52-18) ;
- assurer la publication au Journal officiel des comptes de campagne dans une forme simplifiée (article L. 52-12 alinéa 4).

## Composition

### Nomination des membres
Les neuf membres de la commission sont nommés pour cinq ans renouvelables par décret du Premier ministre, sur propositions du Vice-président du Conseil d'État, du Premier président de la Cour de cassation et du Premier président de la Cour des comptes,. Le président est nommé par le président de la République après avis des commissions des lois de l'Assemblée nationale et du Sénat. 
Le président de la commission nomme le secrétaire général de la commission (actuellement[Quand ?] Sylvie Calvès, administratrice civile hors-classe).

### Membres actuels
| Présidence |
| --- |
| M. Jean-Philippe Vachia, Président de la Commission et Président de chambre honoraire                                       |
| Vice-présidence |
| M. Christian Barusiaux, Vice-président de la commission et président de chambre honoraire                                   |
| Membres du Collège (en qualité de Membre du Conseil d'État)                                                                 |
| Mme. Martine Denis-Linton, Référente déontologie, Conseillère d'État honoraire au Conseil d'État                            |
| M. Régis Fraisse, Conseiller d'État honoraire au Conseil d'État                                                             |
| Mme. Francine Mariani-Ducray, Conseillère d'État au Conseil d'État                                                          |
| Membres du Collège (en qualité de Membre de la Cour de Cassation)                                                           |
| Mme. Francine Levon-Guérin, Conseillère honoraire près de la Cour de Cassation                                              |
| M. Jean-Dominique Sarcelet, Avocat général honoraire près de la Cour de Cassation                                           |
| Mme. Blandine Froment, Avocate générale près de la Cour d'Appel honoraire (pour exercer la fonction de Procureure générale) |
| Membres du Collège (en qualité de Membre de la Cour des Comptes)                                                            |
| M. Jean-Philippe Vachia, Président de chambre honoraire à la Cour des Comptes                                               |
| M. Christian Barusiaux, Président de chambre honoraire à la Cour des Comptes                                                |
| Mme. Hélène Morell Conseillère maître honoraire à la Cour des Comptes                                                       |

La commission se compose en outre d'un secrétariat général : 
| Secrétariat général                                          | Secrétariat général | Secrétariat général                                                                                         |
| ------------------------------------------------------------ | --- | --- |
| Mme. Sylvie Calvès, Secrétaire générale de la commission     | | |
| Pôle auprès de la Présidence et du Secrétariat général       | | |
| Pôle communication et relations publiques                    | | |
| Responsable de pôle : Mme. Frédérique Dooghe                 | | |
| Chargé de la : - Cellule protection des données personnelles | | |
| Services rattachés au Secrétariat général                    | | |
| Service du Contrôle et des Affaires juridiques               | Service de l'Administration générale                                                                                           | Service des systèmes d'information et de sécurité                                                           |
| Chef de service : M. Stéphane Gauvin                         | Chef de service : M. Arnaud Morvan                                                                                             | Chef de service : M. Fabrice Allain                                                                         |
| Chargé de : - Pôle élections - Pôle partis politiques        | Chargé de : - Pôle logistique - Pôle ressources humaines et dialogue social - Pôle affaires financières, immobiliers et achats | Chargé de : - Pôle développement - Équipe dématérialisation - Pôle administration réseau et base de données |

### Anciens présidents
Depuis la création de la Commission nationale des comptes de campagne et des financements politiques, quatre présidents se sont succédé. 
| Les présidents | Les présidents | Les présidents  | Les présidents |
| Nom            | Prénom         | Début de mandat | Fin de mandat  |
| -------------- | -------------- | --------------- | -------------- |
| René           | Vacquier       | 1990            | 2000           |
| Jacques        | Bonnet         | 2000            | 2005           |
| François       | Logerot        | 2005            | 2020           |
| Jean-Philippe  | Vachia         | 2020            | auj.           |

## Controverses et critiques
Le 22 novembre 2017, Jean-Guy de Chalvron, un des deux rapporteurs de la commission chargés de vérifier les dépenses de Jean-Luc Mélenchon lors de l'élection présidentielle de 2017, démissionne en raison du fait que ses réserves sur 1,5 million d'euros dans les dépenses du candidat de la France insoumise n'ont pas été retenues ; Le Parisien indique que « deux, voire trois, autres rapporteurs » ont démissionné. Au-delà de cette décision, Jean-Guy de Chalvron dénonce de « graves dysfonctionnements » de la commission, notamment en raison d'un système opaque et de moyens insuffisants.
Tout en annonçant la seule démission de Jean-Guy de Chalvron, la commission rappelle que le contrôle des comptes se divise en trois phases :
- les rapporteurs examinent les comptes et les pièces justificatives ;
- les rapporteurs et les chargés de mission échangent une correspondance avec le candidat pour qu'il réponde selon une procédure contradictoire aux observations faites ; à la suite de ces échanges, des propositions sont soumises au collège de la commission afin de s'assurer que celles-ci sont étayées, conformes à la jurisprudence et qu'elles respectent l'homogénéité du contrôle à l'égard de tous les candidats ;
- la commission en collège prend sa décision sur chaque compte.

Par un décret du Premier ministre et un arrêté du 30 mai 2018, avec effet rétroactif au 1er janvier 2018, la rémunération du président, François Logerot, est augmentée de 35,6 %. Le principe de cette augmentation fait suite à l’adoption d’une loi de 2017, qui prévoit que le président de la CNCCFP exerce désormais son activité à temps plein, ce qui implique de déterminer son nouveau niveau de rémunération. L'association Anticor, arguant que cette augmentation porte atteinte à l’indépendance de la commission, a introduit un recours gracieux auprès du Premier ministre, Édouard Philippe, pour qu’il revienne sur cette décision « inopportune et illégale ». Le Premier ministre ayant refusé, l'association a déposé le 12 novembre 2018 une requête devant le Conseil d'État, qui a été rejetée par la juridiction.
Considérant que l’objectif de la loi de janvier 1990 est de limiter le pouvoir de l’argent dans la vie démocratique mais que le dispositif actuel ne permet pas un contrôle réel des candidats, une pétition proposant des mesures pour des « campagnes électorales propres » est lancée par Anticor en juin 2018. Une des mesures demandées est l’instauration d’une sanction d’inéligibilité pour les candidats à l’élection présidentielle qui auraient eu leur compte de campagne rejeté pour fraude. Le rejet d’un compte de campagne n’entraîne pas l’invalidation du candidat. En effet la seule sanction pour cette élection est une sanction financière consistant à ne pas rembourser les dépenses de campagne du candidat fraudeur.